# 狼と狐狩り
『狼と狐狩り』（おおかみときつねがり、蘭: Jacht op wolven en vossen, 英: Wolf and Fox Hunt）は、バロック期のフランドルの巨匠ピーテル・パウル・ルーベンスが1616年頃に制作した絵画である。油彩。ルーベンス初期の大作で、大規模な狩猟シーンを描いている。狩猟画は高価なタペストリーでしばしば描かれたが、ルーベンスはそれをより安価な絵画で制作した。第6代アースコート公爵フィリップ＝シャルル・ダランベール、初代レガネス侯爵ディエゴ・フェリペ・デ・グスマン、初代アシュバートン男爵アレクサンダー・ベアリングなどに所有されたのち、現在はニューヨークのメトロポリタン美術館に所蔵されている。またほぼ同時期の工房の複製がウィルトシャー州のコーシャム・コートに所蔵されている。

## 制作背景
狩猟の場面を大きなキャンバスに描いた本作品は、ルーベンスが特有の商才を発揮し、西洋絵画に新しい市場を開拓したその最初の作品として知られる。もともと狩猟の場面は王侯貴族に人気の主題であったが、主に非常に高価であったタペストリーに描かれた主題であった。ルーベンスはルネサンス期に制作された同主題のタペストリーの原寸大下絵として描かれた水彩画カルトンについて知悉していたが、彼がそれを西洋絵画に持ち込むと、狩猟を描いた絵画はタペストリーに取って代わることになった。これはタペストリーの制作が非常に時間と費用のかかるものであったことが原因であった。実際、翌年の1617年頃にはミュンヘンのバイエルン選帝侯マクシミリアン1世のために4点の大キャンバス画を制作している。このうち3点はドイツとフランスのコレクションに所蔵されているが、残りの1点は19世紀に火災で焼失した。

## 作品

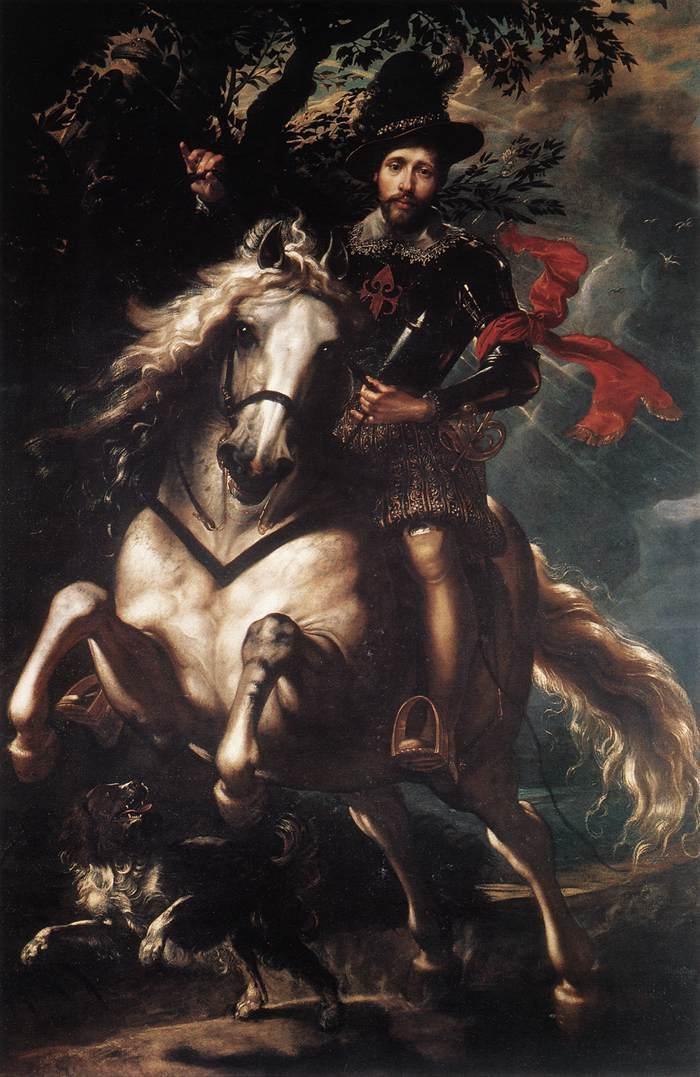
ルーベンスの『ジャンカルロ・ドリア騎馬像』。スピノーラ宮殿所蔵。

2頭のオオカミと3頭のキツネを追い詰める狩猟者たちが描かれている。狩猟者たちは槍のほか剣あるいは棍棒を持ち、騎乗あるいは徒歩で獣たちに襲いかかっている。また狩猟用のラッパを吹き鳴らしている者もいる。狼のうち1頭は後ろ足で立ち、頭の向きを変えて牙を剥き、狩猟者の背後からの攻撃を受け止めている。もう1頭のオオカミは数頭の猟犬に噛みつかれ、身をよじっている。キツネのうち1頭は周囲を威嚇し、うち1頭はすでに傷ついて倒れている。画面右上には飛翔するハヤブサの姿も見える。古い説によると、3人の騎馬像はルーベンスとその妻イザベラ・ブラント、息子アルベルトの肖像画であるという。大画面であるためルーベンスは工房の画家と協力して制作した。ルーベンスはオオカミとキツネを描いたのは自分自身であると主張している。美術史家ジョン・スミスによると、風景はヤン・ウィルデンス、動物についてはフランス・スナイデルスの関与が考えられる。
構図において、ルーベンスはフランドルのタペストリー、ルーベンスが模写したレオナルド・ダ・ヴィンチの有名な『アンギアーリの戦い』（Battaglia di Anghiari）など様々な図像をまとめている。画面左の馬と騎手は、ジェノヴァのスピノーラ宮殿所蔵の、1606年頃に劇的な短縮法で描いた『ジャンカルロ・ドリア騎馬像』 (Ruiterportret van Giancarlo Doria) に基づいている。
もともと絵画は現在よりも大きなサイズで、2頭のオオカミが構図のほぼ中央に位置していたが、主に上部と左側が切り落された。おそらく当時スペイン領ネーデルラント総督であった大公アルブレヒト・フォン・エスターライヒを含め、数人いた有力な顧客たちにとって手に余るほど大きなサイズであったため、ルーベンスの工房で切断されたと考えられる。

## 来歴

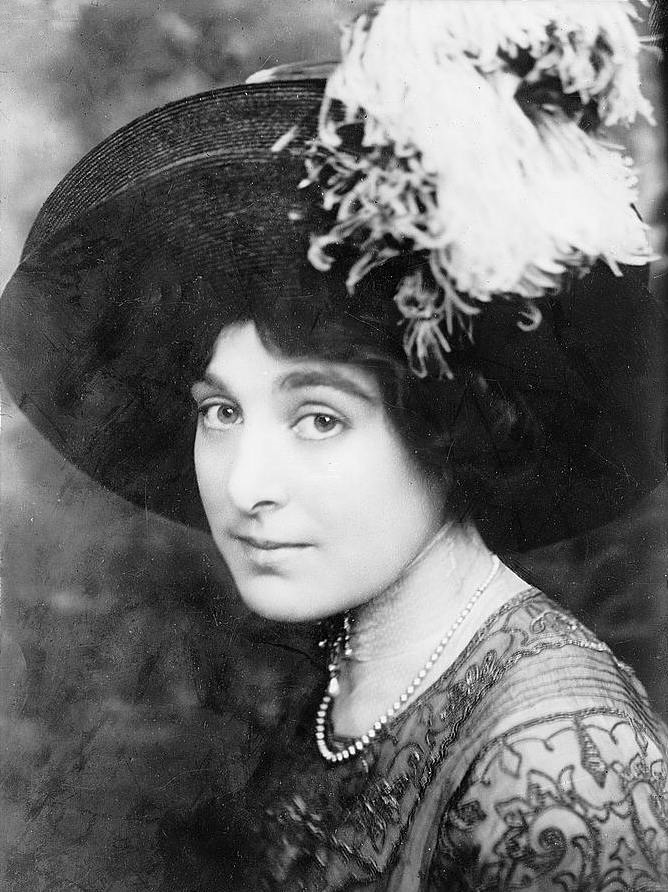
所有者の1人ルイーザ・ベアリング。

本作品は1616年12月30日にイングランド王国の作家トビー・マシューが初代ドーチェスター子爵ダドリー・カールトンに宛てた手紙の中で言及されている。それによると、当時ハーグの駐イングランド大使であったルーベンスは、狩猟画の縮小版を制作しているという。なぜならそれは「非常に大きな作品であったため、偉大な貴族のほかにはそれを飾るのに適した邸宅を所有する人がいなかった」からであった。最後にトビー・マシューはこの「狩猟を描いた素晴らしい作品」が1617年4月24日に100ポンドで落札されたと報告した。このとき絵画を購入した人物がアールスコート公爵フィリップ＝シャルル・ダランベールであることはほぼ確実視されている。彼のコレクションは1640年にマドリードで死去したのちに売却された。本作品を含むアールスコート公爵が所有した6点の絵画を購入したのは、初代レガネス侯爵ディエゴ・フェリペ・デ・グスマンであった。絵画はレガネス侯爵の1642年の目録、および死去した1655年作成の財産目録に記載されている。絵画はレガネス侯爵家で相続されたのち、1711年にマドリードのアルタミラ伯爵家に相続された。その後、1814年から1815年にかけてジョゼフ・ボナパルトによってパリに運ばれたが、当時の所有者であった第12代アルタミラ伯爵ヴィセンテ・イザベル・オソリオ・デ・モスコソはナポレオン失脚後の1820年に、パリで美術商のジョン・スミス（John Smith）に5万フランで売却。さらにジョン・スミスは1824年に初代アシュバートン男爵アレクサンダー・ベアリングに2200ポンドで売却した。絵画はその後、息子の第2代アシュバートン男爵ウィリアム・ビンガム・ベアリング、その未亡人であり美術収集家であった男爵夫人ルイーザ・ベアリングに相続された。その後、1908年にロンドンの美術商サリー＆カンパニー（Sulley and Co.）に売却され、1910年にメトロポリタン美術館によって購入された。

## 複製
コーシャム・コート所蔵のバージョンは1615年以降に制作された工房による複製である。おそらくトビー・マシューがドーチェスター子爵に宛てた手紙の中で言及している、本作品の縮小版と考えられている。

## 影響
本作品は早くから注目を集め、印刷物となっている。たとえばオランダの画家ピーテル・サウトマンは1615年以降に本作品の素描およびエッチングによる複製を制作した。またフランドルの版画家ウィレム・バン・デル・レーウ（Willem van der Leeuw）も本作品のエッチングを制作した。動物を描写する画家も何人か現れた。その中の1人アンソニー・ヴァン・ダイクは狼と狐を中心に黒と赤のチョーク、茶色の水彩で描いた模写を残している。
19世紀になると、イギリスの画家エドウィン・ランドシーアが模写を制作した。エドウィン・ランドシーアは幼い頃から動物画に関心を持ち続け、後に「イギリスのフランス・スナイデルス」として知られるようになった画家である。早熟なランドシーアは巨匠の作品に学んだらしく、ルーベンスをはじめ、オランダやフランドルの巨匠の作品を模写したことが知られている。ランドシーアが本作品を模写したのは美術商のジョン・スミスが1820年に絵画をパリからイギリスに持ち込み、アシュバートン男爵に売却した1824年から1826年頃と考えられている。男爵の息子と結婚したルイーザ・ベアリングはランドシーアに恋し、画家と親しい関係であったことが知られており、おそらくランドシーア死後のアトリエの競売で模写を購入した。この作品もまた現在メトロポリタン美術館に所蔵されている。

## ギャラリー
関連作品

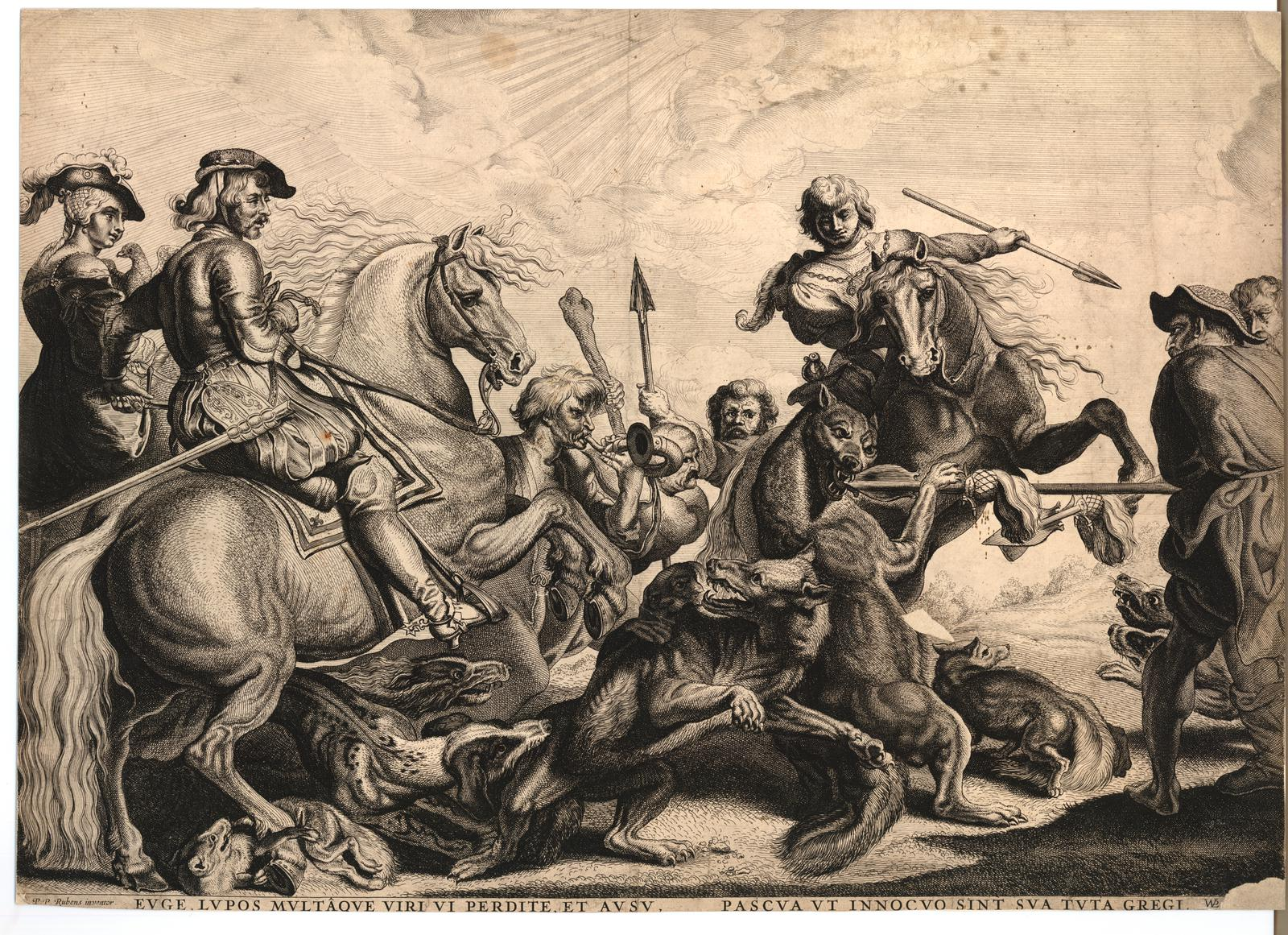
ウィレム・バン・デル・レーウ（Willem van der Leeuw）の複製 大英博物館所蔵
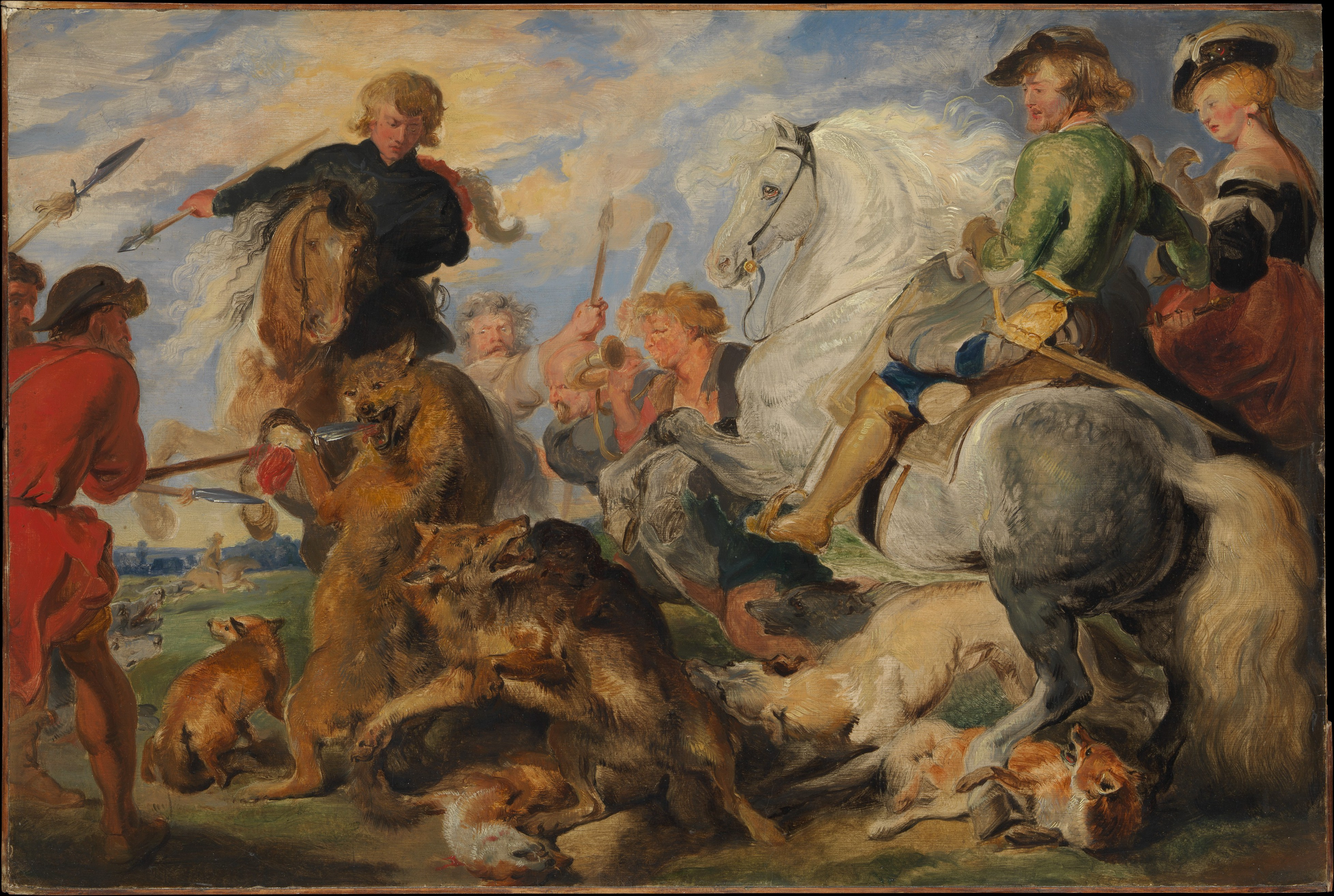
エドウィン・ランドシーアの模写 メトロポリタン美術館所蔵

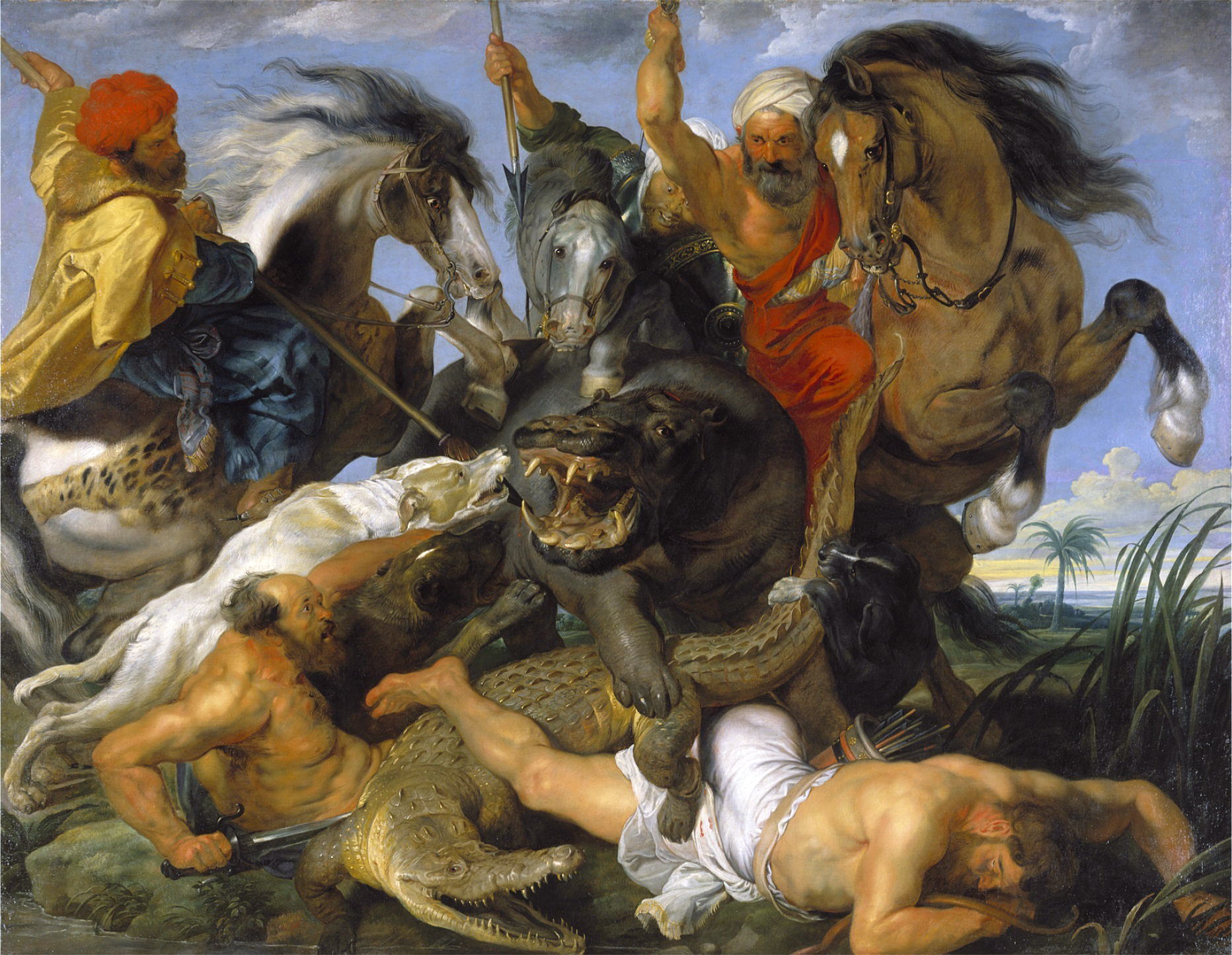
『カバとワニ狩り』1615年-1616年 アルテ・ピナコテーク所蔵
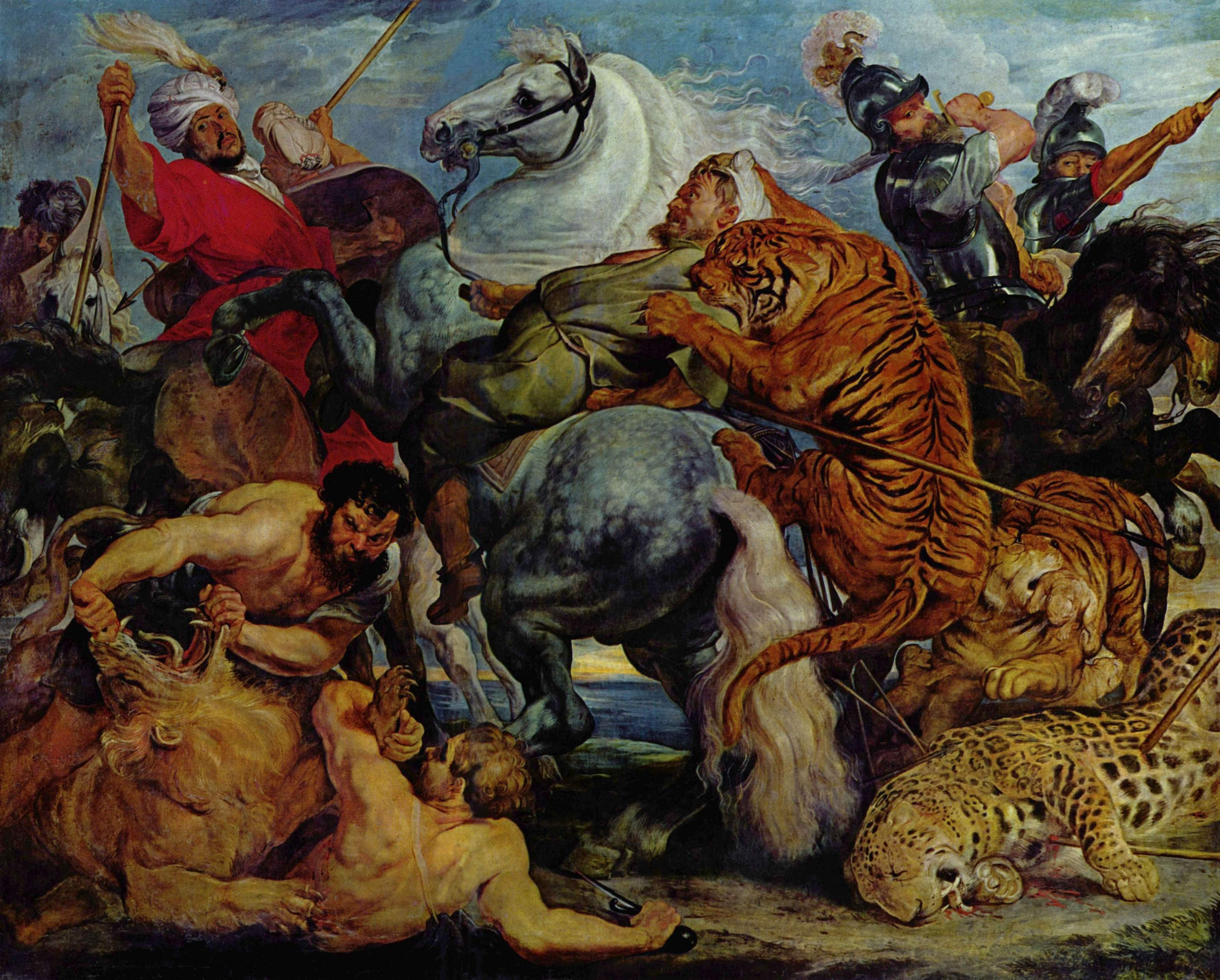
『トラ狩り』1615年-1616年 レンヌ美術館所蔵
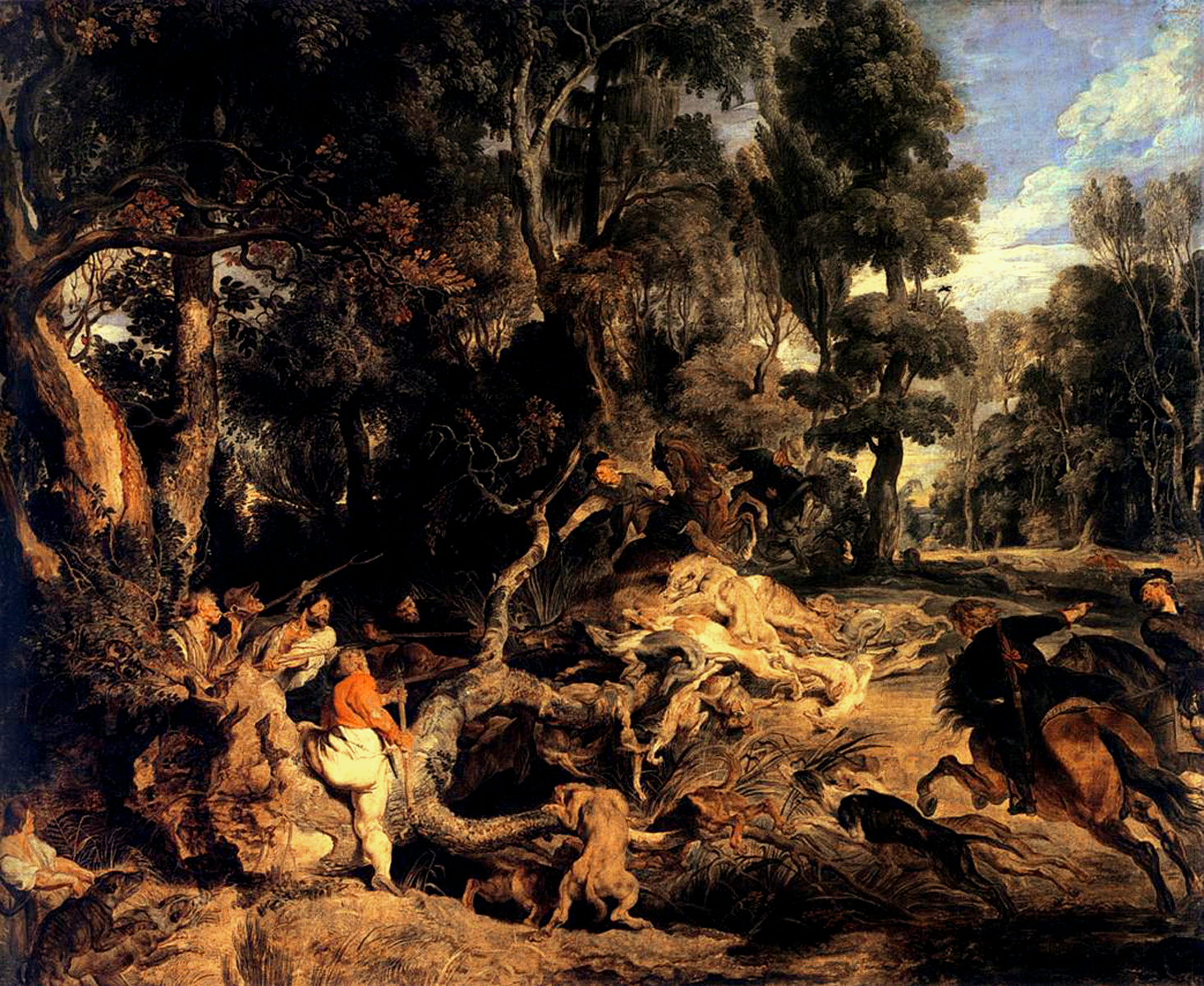
『猪狩り』1618年-1620年 アルテ・マイスター絵画館所蔵
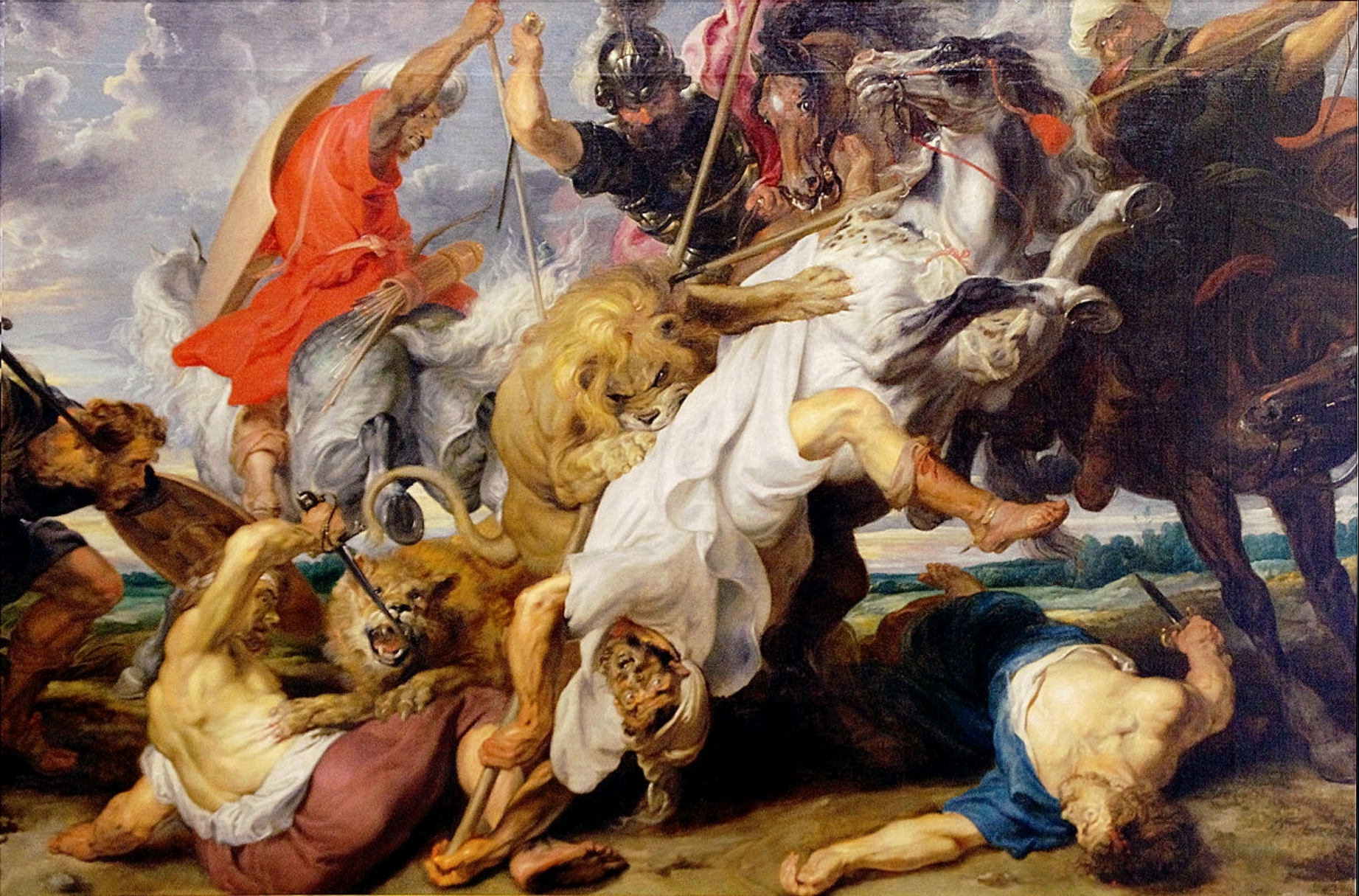
『ライオン狩り』1621年 アルテ・ピナコテーク所蔵